# 藤原範光女
藤原範光女（ふじわら の のりみつ の むすめ）は、鎌倉時代前期の女性。権中納言藤原範光の娘で順徳天皇の典侍となって彦成王と善統親王を生んだとされるが、範光の娘で順徳天皇の典侍となった娘が2人知られており、どちらを生母にするか文献によって分かれているため、本項では単一項目にて扱う。

## 督典侍
督典侍（こうのすけ）・東御方と呼ばれる範光の娘が順徳天皇の典侍になったことが知られる。父の範光は右衛門督を務めていたことから、右衛門督局とも称された。順徳天皇の佐渡配流に同行したとされるが、後に久我通光の室となった（『尊卑分脈』）。

## 按察典侍
按察典侍（あぜちのすけ）・坊門局と呼ばれる範光の娘も順徳天皇の典侍になったことが知られる。『尊卑分脈』には実名を「光子」とする。順徳天皇の母である修明門院に仕えており、藤原定家の『明月記』寛喜2年9月19日条には「修明門院坊門局 範光卿女 按察典侍」と記されている（修明門院と藤原範光の関係については後述）。

## 備考
藤原範光の父・範兼は弟の範季を養子にして育てていたが、範兼が没すると範季は兄の遺児である範子・兼子・範光を育てた（範光の室の季子は範季の実娘である）。範子と兼子は順徳天皇の父である後鳥羽天皇の乳母となり、後に範子は土御門天皇の外祖母に、兼子は二位の位を与えられて「卿局」と称された。また、範季の実の娘である重子は兼子の猶子として後鳥羽天皇の妃となって順徳天皇を生み、後に女院として修明門院と称した。更に範光の娘の1人である憲子も重子が生んだ順徳天皇の乳母を務めている。こうした背景から憲子の姉妹である範光の2人の娘が範光の義理の妹である修明門院やその所生である順徳天皇に仕えて典侍の地位を与えられたと考えられている。
重子（修明門院）は後鳥羽天皇の生母である七条院や後見人であった従姉の兼子（卿局）から所領や荘園を引き継ぎ、承久の乱後に佐渡に流された順徳天皇に代わってその子供たちを養育した。しかし、その没後の所領は範光の娘が生んだ善統親王のみに相続させた。これは、範光の娘が自分に所領を相続させた兼子の姪であったことが考慮されたと考えられている。もっとも、この事は他の順徳天皇の子女の反発を買ったとみられ、重子の没後に善統親王の異母兄忠成王を祖とする岩倉宮と善統親王を祖とする四辻宮の間の所領争いが発生し、岩倉宮を持明院統が、四辻宮を大覚寺統が支援したために朝廷や鎌倉幕府をも巻き込む政治問題に発展した。ただし、忠成王と岩倉宮に関しては、四条天皇が崩御した仁治三年の政変から宮騒動、宝治合戦にかけて、彼らが後嵯峨天皇及びそれを支援する鎌倉幕府・北条得宗家と対立関係となったために、将来的な皇位継承や皇室領継承に必要と考えられてきた親王宣下を受けることが絶望的になったために、彼らでは所領の維持・存続は難しいと判断された結果だとする見方もある。